# 京成リキ100形貨車
京成リキ100形貨車（けいせいリキ100がたかしゃ）は、京成電鉄の貨車。1971年（昭和46年）に2両が製造された。

## 概要
ホッパ構造を持つ貨車である。1971年（昭和46年）に大榮車輌でリキ101・リキ102の2両が製造された。塗装は青色に塗られている。専らモニ10形の中間に挟まれてバラスト散布に使用されていた。制動装置は1991年（平成3年）2月、モニ10形とともにHSCに変更された。

## 車体
基本的にはモニ10形の荷台部分をベースとしており、車端部にはホッパー操作用のハンドルが備えられている。全長は15,650 mmで、自重は20 t。車幅はモニ10形と比べて4 mm短い。台車は住友製のSM-3を使用している。

## 主な用途
モニ10形2両に挟まれた4両編成でバラスト散布を中心に使用されていた。モニ10形の用途が他の貨車に比べて限られていることから、モニ10形共々2000年（平成12年）廃車。晩年は宗吾車両基地に常駐していた。